# Hauptstraße C13
Die Hauptstraße C13 (englisch Main Road C13) ist eine Hauptstraße in Namibia. Sie führt von Helmeringhausen vorbei an Aus bis zur Minenstadt Rosh Pinah, und von da weiter bis Noordoewer.

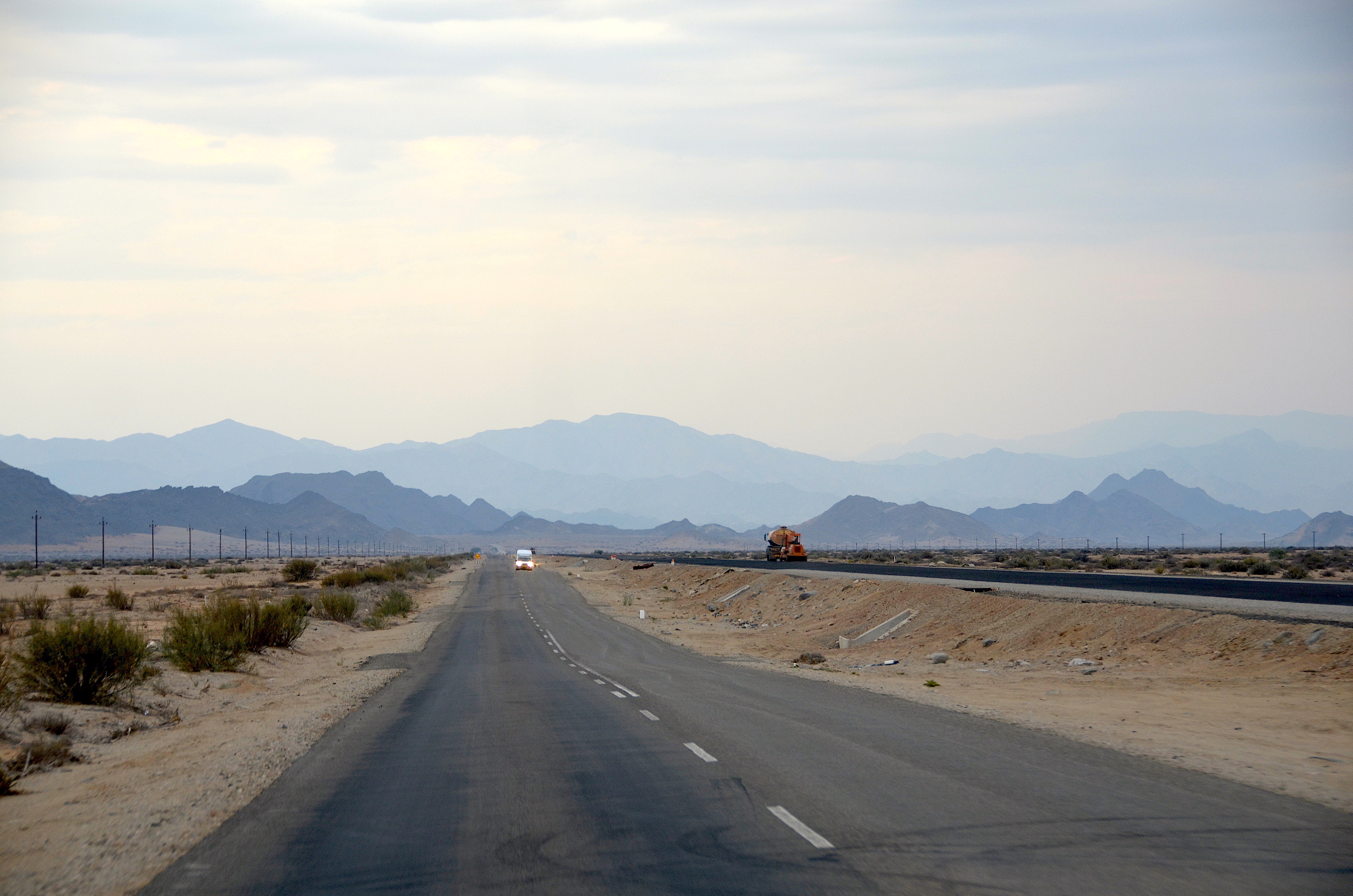
Ausbau der C13 südlich von Rosh Pinah. Blick Richtung Süden